# Imbas forosna
Imbas forosna ['imbas forʼosna], auch imbass forosna („das umfassende Wissen, das aufhellt“) nennt sich eine bestimmte Art der Weissagung oder des Wahrsagens, die im Altertum von den keltischen Filid (Dichtern) praktiziert wurde. Eine ähnliche Praxis war das awenydd in Wales.

## Methode
Im Glossar des Bischofs Cormac (Sanas Cormaic) wird beschrieben, wie der imbas forosna vor sich geht:
Der fili kaut das rohe Fleisch eines Schweines, eines Hundes oder einer Katze, legt es auf eine Steinplatte an der Tür, spricht einen Segensspruch darüber und bringt es mit einem Gebet den Göttern dar. Wenn er daraufhin keine Vision (aisling[e]) hat, singt er die Beschwörungsformel in seine Handflächen und legt sich zum Schlaf nieder, wobei er seine Handflächen auf die Wangen drückt. Der Traum soll ihm dann in einer Vision alles zeigen, was er zu wissen begehrt. Während des Schlafes muss er bewacht werden, damit er nicht gestört wird, denn dies würde seiner Seele die Rückkehr in den Körper unmöglich machen, was sein Tod wäre. Nach einer unbestimmten Zeit – von wenigen Minuten bis zu neun Tagen – erwacht er und verkündet das Ergebnis. Die Länge des Schlafes soll auch davon abhängen, für wie lange er geopfert hat.
Cormac erklärt das Wort imbas damit, dass die „Handflächen“ (bas) „auf“ (im) die Wangen gelegt werden. Birkhan und Maier leiten es hingegen von „umfassendes“ (imb) und „Wissen“ (fess) ab.
Der Heilige Patrick von Irland (4./5. Jahrhundert n. Chr.) soll den imbas forosna bereits verboten haben, eine genauere Beschreibung des Vorganges zur Zeit von Cormac – um 900 n. Chr. – ist daher zumindest zweifelhaft.

## Andere Praktiken
Der fili hatte auch das teinm laída, auch teinm laeda, („Eröffnung durch ein Lied“) und das díchetal do chennaib („Anrufung von den Knochenenden her“ [?], oder „improvisierte Anrufung“ [?]) sowie den tarb-feis („Stierschlaf“, zum Erkennen des neuen Königs) zu beherrschen. Beim teinm laída legt er einen Gegenstand auf die Person, die etwas wissen will, singt ein rhythmisches Lied, an dessen Schluss das Ergebnis wie in Trance ausgerufen wird. Diese Praxis wurde vom Heiligen Patrick nach dem Sanas Cormaic wegen der damit oft verbundenen Götzenopfer verboten. Das díchetal do chennaib soll ähnlich abgelaufen sein. Diese Weissagungsform wurden von Patrick für harmlos gehalten, da keine Opfer dargebracht wurden, hat er sie auch nicht untersagt. Alle vier hier genannten Praktiken der Weissagung waren nach den alten Gesetzen unumgängliche Anforderungen für den ollam, den Dichter des höchsten Grades.